# Toshihiko Sakai
Pour les articles homonymes, voir Sakai (homonymie).
Toshihiko Sakai (堺 利彦, Sakai Toshihiko), né le 25 novembre 1871 à Toyotsu (préfecture de Fukuoka) et mort le 23 janvier 1933 à Tokyo, est un écrivain, historien et socialiste japonais. Il est également connu sous le nom d'emprunt de Kosen Sakai (堺枯川Sakai Kosen).
Un des fondateurs du parti communiste japonais, il est marxiste et non anarchiste comme il est parfois rapporté. Avec Shūsui Kōtoku, il est à l'origine de la création de l'hebdomadaire Heimin Shimbun (« La plèbe »).
Sakai Toshihiko est un des rares dirigeants socialistes à avoir survécu à la répression des périodes Meiji, Taishō et Shōwa. De ceux qui furent ses amis durant l'épisode du Heimin shinbun, peu ont survécu à la répression, à la démission, au tenkō. Des trois noms les plus célèbres pour leur démission du journal Yorozu chōhō (« Informations diverses du matin »), il est le seul à protester contre l'Incident de Mandchourie : Shūsui Kōtoku fut exécuté en 1911, Kanzō Uchimura a rallié le nationalisme. Sa place dans la création et l’animation du Heimin shinbun, sa résistance à la répression des années 1910, son influence politique durant la Première guerre mondiale, son rôle dirigeant au sein du mouvement socialiste, puis communiste au début des années 1920 en font un dirigeant politique incontournable de l’histoire du mouvement ouvrier et socialiste. Son autobiographie parut dans la revue Kaizō entre décembre 1924 et juin 1926, mais fut interrompue par son arrestation, et resta inachevée, car à sa sortie de prison, à la place de la suite qu'il avait projetée d'écrire, il publie plusieurs histoires du mouvement socialiste, dont la première s'intitule Jidenteki ni mita Nihon shakaishugi undō (« Le mouvement socialiste japonais vu d'un point de vue autobiographique »). Sakai fut un des initiateurs de l’histoire sociale fondée au sein du courant marxiste dit de Rōnōha, créé en dehors du parti communiste reconstitué après son incarcération et sa libération. 

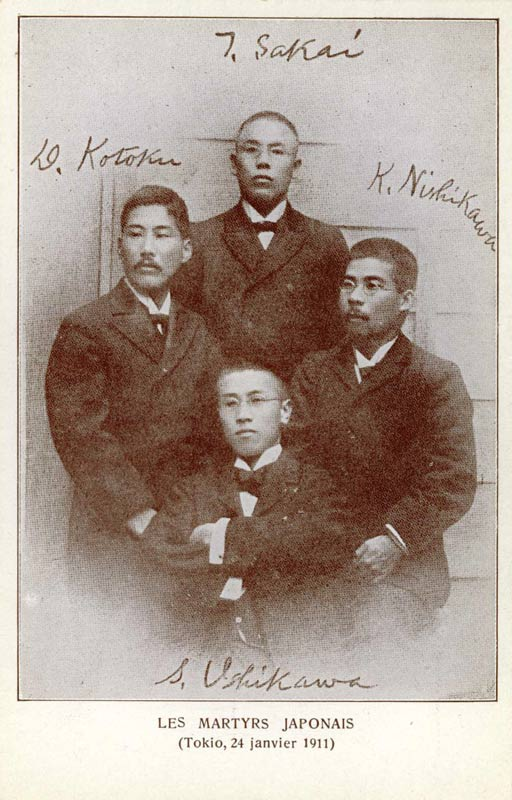
"Les martyrs japonais" (1911) (carte postale avec les portraits de Denjirō Kōtoku, Toshihiko Sakai, Sanshirō Ishikawa and Kōjiro Nishikawa.